# Atowakwon
Atowakwon – organiczny związek chemiczny, lek przeciwmalaryczny. Atowakwon jest analogiem ubichinonu wykazującym aktywność przeciw grzybom Pneumocystis jiroveci, zarodźcom malarii i Toxoplasma gondii.

## Zastosowanie
Atowakwon stosowany jest w leczeniu:
- pneumocystozowego zapalenia płuc (PCP), chociaż lek nie jest zarejestrowany do terapii ciężkiego PCP; zasadniczo lekiem z wyboru w leczeniu pneumocystozy jest Ko-trimoksazol, ale atowakwon może być podawany pacjentom nietolerującym lub mającym alergię na ko-trimoksazol
- toksoplazmozy, szczególnie u pacjentów z HIV/AIDS[3]
- malarii, w skojarzeniu z drugim lekiem (prokwanilem) w preparacie Malarone (GlaxoSmithKline). Malarone ma mniej działań niepożądanych niż meflochina, ale koszt leczenia jest większy ponieważ lek podawany jest codziennie[4]. Stosowanie Malarone jest skuteczną metodą doustnego leczenia niepowikłanej zimnicy wywoływanej przez P. falciparum i stwarza nadzieję na nietoksyczną i skuteczną profilaktykę choroby wywoływanej przez P. falciparum oporne na chlorochinę[5].

## Preparaty
Atowakwon jest dostępny w preparatach prostych i złożonych (z prokwanilem):
- Preparaty proste: Atovaquone i Mepron
- Preparaty złożone (atowakwon + prokwanil): Malarone, Atovaquone and Proguanil Hydrochloride, Atovaquone Proguanil

## Dawkowanie
„Standardowa” tabletka Malarone zawiera 100 mg chlorowodorku prokwanilu i 250 mg atowakwonu. Tabletka „pediatryczna” zawiera 25 mg chlorowodorku prokwanilu i 62,5 mg atowakwonu.
Leczenie
W leczeniu dorosłych pacjentów stosuje się cztery „standardowe” tabletki jeden raz dziennie przez trzy dni. U dzieci dawkowanie zależy od masy ciała pacjenta:
- 11 do 20 kg: 1 „standardowa” tabletka 1 raz dziennie przez 3 dni
- 21 do 30 kg: 2 „standardowe” tabletki 1 raz dziennie przez 3 dni
- 31 do 40 kg: 3 „standardowe” tabletki 1 raz dziennie przez 3 dni
- 41 kg i więcej: dawkowanie jak u dorosłych pacjentów.

Malarone nie stosuje się u dzieci ważących mniej niż 10 kg. Tabletki pediatryczne nie są stosowane w leczeniu malarii.
Zapobieganie
Niektóre szczepy zarodźców są oporne na preparat i dlatego nie we wszystkich regionach zagrożenia malarycznego profilaktyka tym lekiem ma uzasadnienie. Odpowiednią absorpcję leku zapewnia równoczesne spożycie posiłku zawierającego tłuszcz, albo przynajmniej mleka.
Dawka leku dla dorosłych to jedna „standardowa” tabletka podana jeden lub dwa dni przed udaniem się w obszar zagrożenia malarycznego, i kontynuacja podawania leku i później przez siedem dni po powrocie do miejsca zamieszkania.
Dawka pediatryczna zależy od masy ciała dziecka:
- 11–20 kg: 1 „pediatryczna” tabletka 1 raz dziennie;
- 21–30 kg: 2 „pediatryczne” tabletki 1 raz dziennie
- 31–40 kg: 3 „pediatryczne” tabletki 1 raz dziennie;
- 41 kg i więcej: dawkowanie jak u dorosłych pacjentów.

Czas trwania terapii jest taki sam jak u dorosłych.

## Oporność
Prokwanil działa uczulając mitochondria i działa synergistycznie z atowakwonem; często spotyka się w populacji mutacje w genie cytochromu b sprawiające, że atowakwon w monoterapii nie wywiera działania terapeutycznego. Mutacje Y268S i Y268C odpowiadają za oporność na preparat in vivo, ale są też inne niezidentyfikowane jeszcze mechanizmy oporności.

## Przeciwwskazania
- Nadwrażliwość na atowakwon lub chlorowodorek proguanilu albo którąkolwiek z substancji pomocniczych preparatu
- zapobieganie malarii wywołanej przez P. falciparum u pacjentów z ciężką niewydolnością nerek (klirens kreatyniny < 30 mL/min).

## Interakcje z innymi lekami
- Preparat Malarone podawany z metoklopramidem lub tetracyklinami powoduje istotny spadek stężenia atowakwonu w osoczu
- Jednoczesne podawanie atowakwonu z indynawirem powoduje spadek stężenia minimalnego indynawiru o 23%.
- Jednoczesne podawanie Malarone z ryfampicyną lub z ryfabutyną powoduje zmniejszenie stężenia atowakwonu w surowicy krwi o, odpowiednio, około 50% i 34%.